# Los Angeles FC 2
Los Angeles FC 2 es un equipo de fútbol de los Estados Unidos que juega en la MLS Next Pro, tercera división nacional.

## Historia
Fue fundado el 4 de agosto de 2022 en la ciudad de Los Angeles, California luego de que el Los Angeles FC fuera uno de los siete equipos de la MLS que contaría con un equipo de Fútbol en la MLS Next Pro para la temporada 2023.
El equipo tendría como sede el Titan Stadium en Fullerton, California.

## Jugadores

### Plantilla 2024
- Incluye jugadores a préstamo desde el primer equipo, jugadores de las inferiores, jugadores seleccionador de los SuperDrafts y jugadores a prueba.